# Европско првенство у атлетици у дворани 1970 — 3.000 метара за мушкарце
Такмичење у дисциплини трка на 3.000 метара у мушкој конкуренцији на првом Европском првенству у атлетици у дворани 1970. одржано је у Градској дворани у Бечу 14. и 15. марта.
Ово је била једна од 5 дисциплина у којим су постављени светски рекорди у дворани.

## Земље учеснице
Учествовало је 13 атлетичара из 12 земаља.
| - Аустрија (1) - Белгија (1) - Чехословачка (1) - Данска (1) | - Финска (1) - Италија (1) - Италија (1) - Пољска (1) | - Совјетсли Савез (1) - Шпанија (1) - Уједињено Краљевство (1) - Западна Немачка (2) |

## Рекорди
Извор:
| Светски рекорд                                              | Бернд Диснер                             | Источна Немачка                          | 7:47,8                                   | Берлин, Источна Немачка                  | 16. фебруар 1969.                        |                                          |                                          |
| Европски рекорд у дворани                                   | Бернд Диснер                             | Источна Немачка                          | 7:47,8                                   | Берлин, Источна Немачка                  | 16. фебруар 1969.                        |                                          |                                          |
| Рекорди европских првенстава у дворани                      | Ово је прво Европско првенство у дворани | Ово је прво Европско првенство у дворани | Ово је прво Европско првенство у дворани | Ово је прво Европско првенство у дворани | Ово је прво Европско првенство у дворани | Ово је прво Европско првенство у дворани | Ово је прво Европско првенство у дворани |
| Рекорди после завршеног Европског првенства у дворани 1970. |                                          |                                          |                                          |                                          |                                          |                                          |                                          |
| Светски рекорд                                              | Ричард Вајлд                             | Уједињено Краљевство                     | 7:46,85                                  | Беч, Аустрија                            | 15. март 1970.                           |                                          |                                          |
| Европски рекорд у дворани                                   | Ричард Вајлд                             | Уједињено Краљевство                     | 7:46,85                                  | Беч, Аустрија                            | 15. март 1970.                           |                                          |                                          |
| Рекорди европских првенстава                                | Ричард Вајлд                             | Уједињено Краљевство                     | 7:46,85                                  | Беч, Аустрија                            | 15. март 1970.                           |                                          |                                          |

## Освајачи медаља
|                                   |                               |                                 |
| Ричард Вајлд Уједињено Краљевство | Харалд Норпот Западна Немачка | Хавијер Алварез Салгадо Шпанија |

## Резултати
Квалификацје су одржане 14. марта, а финале 15. марта. 

### Квалификације
У квалификацијама такмичари су били подељени у две групе: прва са 6 и друга са 7 атлетичара. У финале су се квалификовала по четворица првпласираних из обр групе (КВ).
| Позиција | Група | Атлетичар               | Земља                | Време  | Белешка |
| -------- | ----- | ----------------------- | -------------------- | ------ | ------- |
| 1.       | 1     | Ричард Вајлд            | Уједињено Краљевство | 8:01,4 | КВ, РЕП |
| 2.       | 1     | Харалд Норпот           | Западна Немачка      | 8:02,0 | КВ      |
| 3.       | 1     | Емил Питаман            | Белгија              | 8:02,3 | КВ      |
| 4.       | 1     | Јерн Лауенборг          | Данска               | 8:03,1 | КВ      |
| 5.       | 2     | Николај Свиридов        | Совјетсли Савез      | 8:11,8 | КВ      |
| 6.       | 2     | Вернер Гирке            | Западна Немачка      | 8:13,0 | КВ      |
| 7.       | 2     | Казимјеж Маранда        | Пољска               | 8:13,6 | КВ      |
| 8.       | 2     | Хавијер Алварез Салгадо | Шпанија              | 8:13,8 | КВ      |
| 9.       | 1     | Павел Пенкава           | Чехословачка         | 8:04,5 |         |
| 10.      | 1     | Сепо Тоуминен           | Финска               | 8:09,6 |         |
| 11.      | 1     | Умберто Ризи            | Италија              | 8:13,8 |         |
| 12.      | 2     | Терје Шредер-Нилсен     | Италија              | 8,18,0 |         |
| 13.      | 2     | Рихард Финк             | Аустрија             | 8:26,6 |         |

### Финале
| Пласман | Атлетичар               | Земља                | Резултат | Белешка              |
| ------- | ----------------------- | -------------------- | -------- | -------------------- |
|         | Ричард Вајлд            | Уједињено Краљевство | 7:46,85  | СРд, ЕРд, РЕПд, НРд. |
|         | Харалд Норпот           | Западна Немачка      | 7:49,50  |                      |
|         | Хавијер Алварез Салгадо | Шпанија              | 7:52,45  |                      |
| 4.      | Николај Свиридов        | Совјетсли Савез      | 7:54,6   |                      |
| 5.      | Вернер Гирке            | Западна Немачка      | 7:56,0   |                      |
| 6.      | Емил Питаман            | Белгија              | 7:57,0   |                      |
| 7.      | Јерн Лауенборг          | Данска               | 7:58,2   |                      |
| 8.      | Казимјеж Маранда        | Пољска               | 8:07,2   |                      |